# À la carte

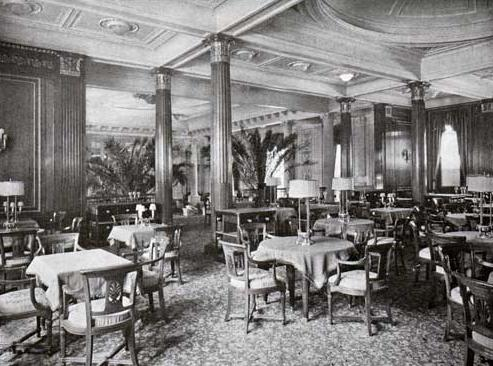
Il ristorante À la Carte sulla RMS Majestic (1914)

À la carte (/a la ˈkaʁt/, talvolta usato letteralmente come "alla carta") è un prestito linguistico francese che significa "secondo il menu". Si riferisce ai "cibi che possono essere ordinati separatamente, anziché come parte di un insieme di vivande".
Con questa frase si indica la modalità di ordinazione più tipica dei ristoranti, la quale prevede che ciascun elemento del menu abbia un proprio prezzo e possa essere ordinato separatamente. Il suo opposto è table d'hôte (in italiano noto come "prezzo fisso"), dove il menu prevede scelte limitate o assenti e il pasto viene servito ad un prezzo prefissato.
L'espressione à la carte viene utilizzata anche metaforicamente, come in politica o nel contesto televisivo. Ad esempio, guardare la televisione à la carte significa accedere ad un servizio in cui si può scegliere fra una gamma di programmi da guardare (come Netflix, Infinity TV, TIMvision, ecc.), anziché guardare un insieme prefissato di programmi.